# アボカドサンブロッチウイロイド
アボカドサンブロッチウイロイド(Avocado sunblotch viroid、ASBV)は、アボカドの木に重要な病変を引き起こすウイロイドである。
感染すると、果実の収量が30%以上低下し、質も悪くなる。ASBVは、植物に感染する既知の最も小さなウイロイドであり、花粉によって伝搬し、種子やつぼみに感染する。
このウイロイドに感染した木は、しばしば収量が減る以外に何の症状も見せないが、感染が重篤であれば、果実の縦方向に黄色い筋ができる。果実の色が赤くなったり白くなったりすることもある。葉に症状が見られることは一般的ではないが、葉脈や葉柄の色が白くなることがある。古い枝の樹皮に直角方向のひび割れができることもある。
アボカドの木に含まれるウイロイド粒子の量はかなり差異が大きい。異なる木の間では1万倍、同じ木の異なる枝の間でも1000倍も差があることがある。感染しているが症状のない木は、症状の出ている木と比べてウイロイド粒子の含量が高い。症状のない木は、ウイロイドの拡散の面ではより大きな脅威である。
感染の検出には、ポリメラーゼ連鎖反応が用いられる。